# Gigi Rizzi
Gian Luigi Rizzi, conosciuto come Gigi Rizzi (Bobbio, 25 febbraio 1946), è un chitarrista e compositore italiano.

## Biografia
Suona in orchestra per la prima volta a nove anni e dopo aver fatto parte di alcune formazioni emiliane, nel 1962 entra nel complesso i Califfi, che accompagna Clem Sacco; messosi in luce come chitarrista e come autore (per il cantante), scrive The African Cry, inciso anche dai The Ghenga's Friend.
Nel 1963 è presente in due cinebox, L'Angolino dell'Amore con Clem Sacco e Mexico Mambo con Lara Saint Paul. Nel 1964 I Califfi si separano da Clem Sacco formando il gruppo I Draghi per una parentesi di due anni in Germania, dove si esibiscono con successo nei migliori locali. Nel 1968 Rizzi entra poi nei Novelty, il gruppo di Fausto Leali, suonando sia nei dischi del cantante bresciano che dal vivo.
Nel 1970 al Festival di Sanremo accompagna Fausto Leali in Hippy, e sempre con Leali sale sul palco al Festival della Gondola d'Oro (orchestra diretta da Pino Calvi).
Nel 1971 forma con Pino Scarpettini i New Impression, con cui pubblica tre 45 giri (componendo alcuni brani, come Non eri un giglio e Povero in canna) incidendo per la Jet di Alfredo Rossi.
Viene poi chiamato da Vince Tempera per partecipare come session man ai dischi arrangiati dal pianista: Gigi Rizzi suona quindi con i Giganti nell'album Terra in bocca, album concept contro la mafia, con Francesco Guccini in L'isola non trovata e Radici e con Antonello Venditti in L'orso bruno.
Nel 1976 scrive la canzone Evviva il grande amore, con testo di Mogol, che viene incisa con successo da Ron: pubblicata in quell'anno solo su 45 giri, nel 2008 Ron la reincide, includendola nell'album Quando sarò capace d'amare. Evviva il grande amore è stata anche incisa da Miguel Bosé e nel 1982 da Gianni Morandi nell'album Morandi.
Sempre con testo di Mogol scrive Sposo mio, incisa da un gruppo della Numero Uno, i Blu.
Negli anni successivi Gigi Rizzi ha continuato l'attività musicale suonando, tra gli altri, con Larry Nocella, Mia Martini, Toto Cutugno, Al Bano e Romina Power. Ha composto anche musiche per alcuni documentari.
Alla Siae sono depositate a suo nome 133 canzoni.

## Principali dischi in cui ha suonato Gigi Rizzi
- 1970: L'isola non trovata di Francesco Guccini
- 1971: Terra in bocca dei Giganti
- 1972: Radici di Francesco Guccini
- 1972: Aspettando Godot di Claudio Lolli
- 1973: L'orso bruno di Antonello Venditti
- 1977: Persone di Bruno Lauzi